# 卷舌三
卷舌三，即英仙座ξ（Xi Persei，ξ Per），是一個位於英仙座的恆星。它的固有名 Menkib（或 Menchib、Menkhib）來自阿拉伯語，意思是昴宿星團的肩膀。卷舌三的視星等為+4.042，屬於光譜類型 O7.5III 的藍巨星，距離地球約1800光年。

## 性質
卷舌三的可見光光度是太陽的13500倍。如果將它輻射的紫外線一起算入，它的總熱輻射將高達太陽的33萬倍。
卷舌三的質量是太陽的40倍，表面有效溫度是37,000 K，是肉眼可見溫度最高的恆星之一。

## 外部連結
- Menkib
- Image of Menkib （页面存档备份，存于） from APOD